# Голуб, Лев Владимирович
Лев Владимирович (Вульфович) Го́луб (29 сентября 1904, Екатеринослав — 26 мая 1994) — советский и белорусский кинорежиссёр, сценарист. Народный артист БССР (1964).

## Биография
Родился 16 (29) сентября 1904 года в Екатеринославе, в семье глуского мещанина Минской губернии Вульфа Абрамовича Голуба и Гитель-Фейги Голуб. У него были братья Нохим и Иосиф (1900, близнецы), сестра Либа (1898). В 1922—1928 годах учился в учительской семинарии в Екатеринославе. В 1928 году окончил Государственный техникум кинематографии (теперь Всероссийский государственный институт кинематографии имени С. А. Герасимова).
Затем работал режиссëром:
- 1928—1934 — на студии «Совкино»,
- 1934—1937 — на Одесской киностудии,
- 1937—1938 — на Киевской киностудии,
- 1938—1941 — на Московской киностудии научно-популярных фильмов,
- 1940—1941 — на Минской киностудии,
- 1941 — на киностудии «Мосфильм»,
- 1941—1943 — на Центральной Объединëнной киностудии художественных фильмов — ЦОКС (Алма-Ата),
- 1943—1946 — на Новосибирской киностудии научно-популярных фильмов,
- с 1946 — на киностудии «Беларусьфильм».

С 1949 года был художественным руководителем учебной студии киноактера при Белорусском театрально-художественном институте.

## Творчество
Лев Владимирович Голуб — один из режиссëров, последовательно работавших в области детского фильма, внёсший заметный вклад в развитие советского кино. Главной темой творчества режиссёра были юные герои революции и Великой Отечественной войны.

### Режиссёрская работа

#### Художественные фильмы
- 1929 — Счастливые кольца («Ножи»)
- 1930 — Песнь о первой девушке («Первая девушка»)
- 1936 — Половодье
- 1954 — Дети партизана
- 1956 — Миколка-паровоз («Начало пути»)
- 1959 — Девочка ищет отца
- 1962 — Улица младшего сына
- 1965 — Пущик едет в Прагу / Puščik jede do Prahy (СССР, Чехословакия)
- 1967 — Анютина дорога
- 1971 — Полонез Огинского
- 1975 — Маленький сержант / Borisek — malý serzhant (СССР, Чехословакия)

Снял ряд военно-оборонных (в годы войны), документальных и научно-популярных фильмов, в том числе первые киножурналы «Пионер Белоруссии» (бел. «Піянер Беларусі» (1950—1952).

#### Документальные фильмы
- 1947 — Беловежская пуща (документальный фильм)
- 1948 — Советская Белоруссия (документальный фильм)
- 1949 — Счастье народа (документальный фильм)

### Поставленные сценарии
- 1929 — Счастливые кольца («Ножи»)
- 1930 — Песнь о первой девушке («Первая девушка»)
- 1936 — Половодье

## Призы и награды
- заслуженный деятель искусств БССР (1960)
- народный артист БССР (1964)
- премия Ленинского комсомола Белоруссии (1969)
- Государственная премия БССР (1972) — за фильм «Полонез Огинского»
- заслуженный деятель культуры Польши (1975)
- Серебряная медаль имени А. П. Довженко (1977) — за фильм «Маленький сержант»

а также,
- 1960 — Первая премия по разделу детских фильмов за кинофильм «Девочка ищет отца» (3 -й Всесоюзный кинофестиваль (Минск));
- 1960 — Премия за лучшую режиссуру за фильм «Девочка ищет отца» (Кинофестиваль республик Прибалтики, Белоруссии (Рига));
- 1960 — Премия за лучшее исполнение детской роли[3] на Международном кинофестивале в Мар-дель-Плата (Аргентина);
- 1965 — Приз ЦК Чехословацкого Союза молодежи за фильм «Пущик едет в Прагу» (Международный кинофестиваль для детей и юношества в Готвальдове);
- 1965 — Диплом и «Золотая пластина» за кинофильм «Девочка ищет отца» (Международный кинофестиваль кинофильмов о семье в Виченца);
- 1968 — Специальный диплом «За плодотворную работу в области детского кино» за кинофильм «Анютина дорога» (Кинофестиваль республик Прибалтики, Белоруссии и Молдавии)
- 1971 — приз Министерства просвещения СССР на Международном кинофестивале в Москве.
- 1972 — Приз ЦК ВЛКСМ «Алая гвоздика» за кинофильм «Полонез Огинского».

## Память
В 2004 году в почтовое обращение введена почтовая карточка Белоруссии с оригинальной маркой, посвящённая 100-летию со дня рождения Л. В. Голуба.